# Pays-Bas au Concours Eurovision de la chanson 1963
Les Pays-Bas ont participé au Concours Eurovision de la chanson 1963 à Londres. C'est la 8e participation néerlandaise au Concours Eurovision de la chanson.
Le pays est représenté par la chanteuse Annie Palmen et la chanson Een speeldoos, sélectionnées par la Nederlandse Televisie Stichting au moyen de la finale nationale Nationaal Songfestival.

## Sélection

### Nationaal Songfestival 1963
Le radiodiffuseur néerlandais, la Nederlandse Televisie Stichting (NTS) (prédécesseur de l'actuelle Nederlandse Omroep Stichting, NOS) a sélectionné Annie Palmen en interne mais aurait également dû organiser l'édition 1963 du Nationaal Songfestival (nl) pour sélectionner la chanson représentant les Pays-Bas à l'Eurovision 1963, mais à la suite d'une grève, l'artiste interprète les trois chansons devant un jury d'experts qui désigna la chanson victorieuse.
Trois chansons participent à la sélection nationale, toutes interprétées par Annie Palmen. Toutes les chansons sont interprétées en néerlandais, langue nationale des Pays-Bas.

#### Finale
| Ordre | Artiste      | Chanson              | Traduction                | Place |
| ----- | ------------ | -------------------- | ------------------------- | ----- |
| 1     | Annie Palmen | Kijk, daar is de zon | Regarde, là est le soleil | 2     |
| 2     | Annie Palmen | Geen ander           | Personne d'autre          | 1     |
| 3     | Annie Palmen | Hoor je mij?         | M'entends-tu ?            | 2     |

Lors de cette sélection, c'est la chanson Geen ander qui fut choisie, les paroles de la chanson ont néanmoins été changés et est par conséquent renommé Een droombeeld avant d'être de nouveau et finalement renommée Een speeldoos.

## À l'Eurovision
Chaque jury national attribue un à cinq points à ses cinq chansons préférées.

### Points attribués par les Pays-Bas
| 5 points | Danemark    |
| 4 points | France      |
| 3 points | Royaume-Uni |
| 2 points | Monaco      |
| 1 point  | Italie      |

Annie Palmen interprète Een speeldoos en 2e position, après le Royaume-Uni et avant l'Allemagne.
Au terme du vote final, les Pays-Bas terminent 13e et derniers, à égalité avec la Finlande, la Norvège et la Suède, sur les 16 pays participants, n'ayant reçu aucun point,.